# Concili di Tolosa
Nel corso dei secoli si sono tenuti diversi concili a Tolosa.

## Storia

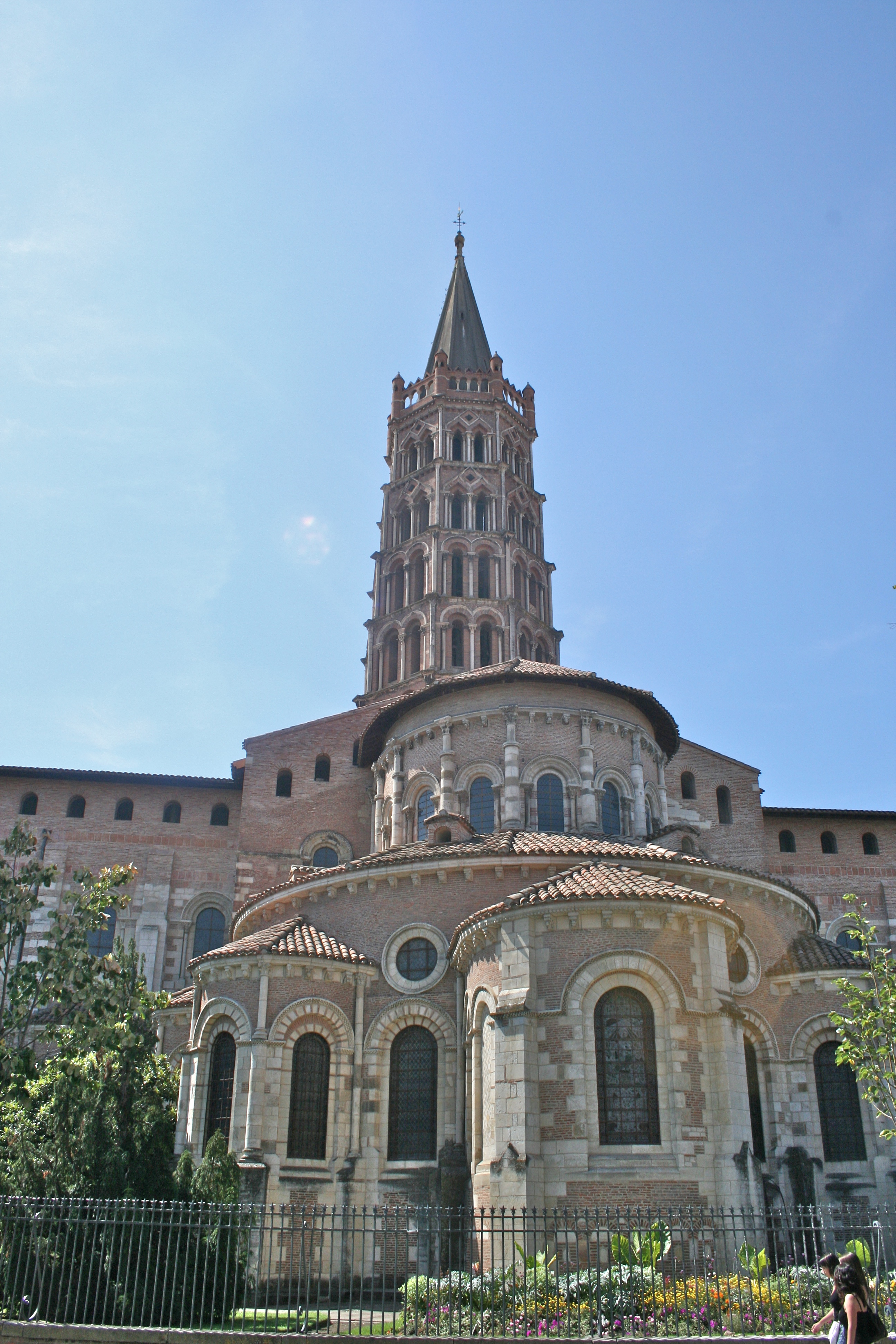
Basilica di Saint-Sernin a Tolosa

- 355: Concilio della Gallia (o di Poitiers).
- 506 o 507: Convocato da Alarico II per l'adozione del suo codice di diritto. È noto solo da una lettera di Cesario d'Arles.
- 828 e 829: Sotto la presidenza dell'arcivescovo di Arles, Nothon[1]; gli atti di questi concili sono andati perduti.
- giugno 844: Carlo II il Calvo promulga un capitolare in nove articoli, inserito nella raccolta dei concili.
- 879 e 883: Sulle denunce degli ebrei contro i cristiani.
- 1003 o 1020: Scomunica di coloro che hanno riscosso pedaggi illegali tra Stapes e Tolosa.
- 13 settembre 1056: Sotto la presidenza di Raimbaud de Reillanne come vicario di papa Vittore II, l'assemblea conciliare promulgò, per la prima volta, dei canoni contro la simonia e il nicolaismo, contro l'alienazione delle decime e contro l'adulterio e l'incesto[2].
- 1060: Sotto la presidenza di Ugo di Cluny, legato pontificio.
- 1068: Sotto la presidenza di Hugues le Blanc, legato pontificio. Condanna della simonia e restaurazione del vescovado di Lectoure.
- 1075 e 1079: Sotto la presidenza di Ugo di Romans, legato pontificio. Frotard, vescovo di Albi viene scomunicato e destituito per simonia.
- Pentecoste 1090: Convocato dai legati di papa Urbano II, alla presenza dell'arcivescovo di Toledo.
- Pentecoste 1110 : Convocato dal Legato Riccardo d'Albano.
- febbraio 1118: Predica la crociata in Spagna a favore di Alfonso I d'Aragona che prende Saragozza a dicembre.
- 8 luglio 1119: Presieduto da papa Callisto II. Le dottrine del predicatore Pierre de Bruys sono condannate come eretiche[3].
- 1124: Contro alcuni monaci eretici
- 1161: Alla presenza dei re Luigi VII di Francia ed Enrico II d' Inghilterra, di inviati dell'imperatore Federico Barbarossa, di legati di papa Alessandro III e dell'antipapa Vittore IV. L'elezione di Vittore viene annullata e Alessandro III viene riconosciuto papa.
- 1178: Gli Albigesi sono condannati come eretici.
- 1219: Quattro regolamenti promulgati dal diacono romano di Saint-Ange
- 1229: Fine della guerra contro gli Albigesi, repressione dell'eresia da parte dell'inquisizione episcopale, tra l'altro il divieto di leggere la Bibbia in lingua romanza (bensì era tranquillamente consentita la lettura della Bibbia in lingua latina, oltre il fatto che fu applicato il divieto della lingua volgare solo in una zona locale della Francia), di avere una Bibbia in lingua vernacolare e tradurla dal latino in lingua vernacolare. Fondazione dell'Università di Tolosa.
- 1319: Gli atti sono andati persi.
- 8 giugno 1327: Concilio provinciale convocato dal primo arcivescovo di Tolosa Jean de Comminges.
- 1416: Assemblea ecclesiastica provinciale
- maggio 1590: Concilio provinciale convocato dal cardinale e arcivescovo di Tolosa François de Joyeuse.

- I sinodi diocesani ebbero luogo nel 1452, 1531, 1596, 1613, 1615, 1616, 1617, 1618, 1619, 1620, 1623, 1628, 1631, 1644, 1659, 1667, 1677.